# Contea di Alameda
La contea di Alameda, in inglese Alameda County, è una contea dello Stato della California, negli Stati Uniti. La popolazione al censimento del 2020 era di 1 682 353 abitanti. Il capoluogo di contea è Oakland.

## Geografia fisica
La contea si trova nel centro-est dello Stato. L'U.S. Census Bureau certifica che l'estensione della contea è di 2127 km², di cui 1910 km² composti da terra e i rimanenti 217 km² composti di acqua.
La contea si trova nella zona della San Francisco Bay Area denominata East Bay. La baia di San Francisco delimita la contea a ovest. La cresta delle Berkeley Hills forma parte del confine nord-est, e raggiunge il centro della contea. Una fascia costiera larga diverse miglia rasenta la baia, mentre la Livermore Valley termina nella parte est della contea. La faglia di Hayward, un tratto maggiore della faglia di Sant'Andrea verso ovest, corre attraverso le zone più popolose della contea, mentre la faglia di Calaveras ne attraversa la parte sud-est.
La contea è sede di diverse università e college, tra cui l'Università della California - Berkeley, l'Università della California e il Mills College at Northeastern University.

### Contee confinanti
- Contea di Contra Costa - nord
- Contea di San Joaquin - est
- Contea di Stanislaus - sud-est
- Contea di Santa Clara - sud
- Contea di San Mateo - ovest
- Contea di San Francisco - ovest

## Storia
La contea fu costituita il 25 marzo 1853, da parti delle contee di Contra Costa e Santa Clara. La parola alameda che in spagnolo significa pioppeto, nome che in origine venne dato all'Alameda Creek (Arroyo de la Alameda). Il primo capoluogo della contea fu Alvarado; successivamente venne spostato a San Leandro nel 1856, dove il palazzo di giustizia venne distrutto nel 1868 dal terremoto causato dalla faglia di Hayward. Allora il capoluogo venne spostato a Brooklyn per il periodo 1872-1875. Brooklyn venne poi annessa ad Oakland, che divenne quindi il capoluogo di contea dal 1873.

## Politica

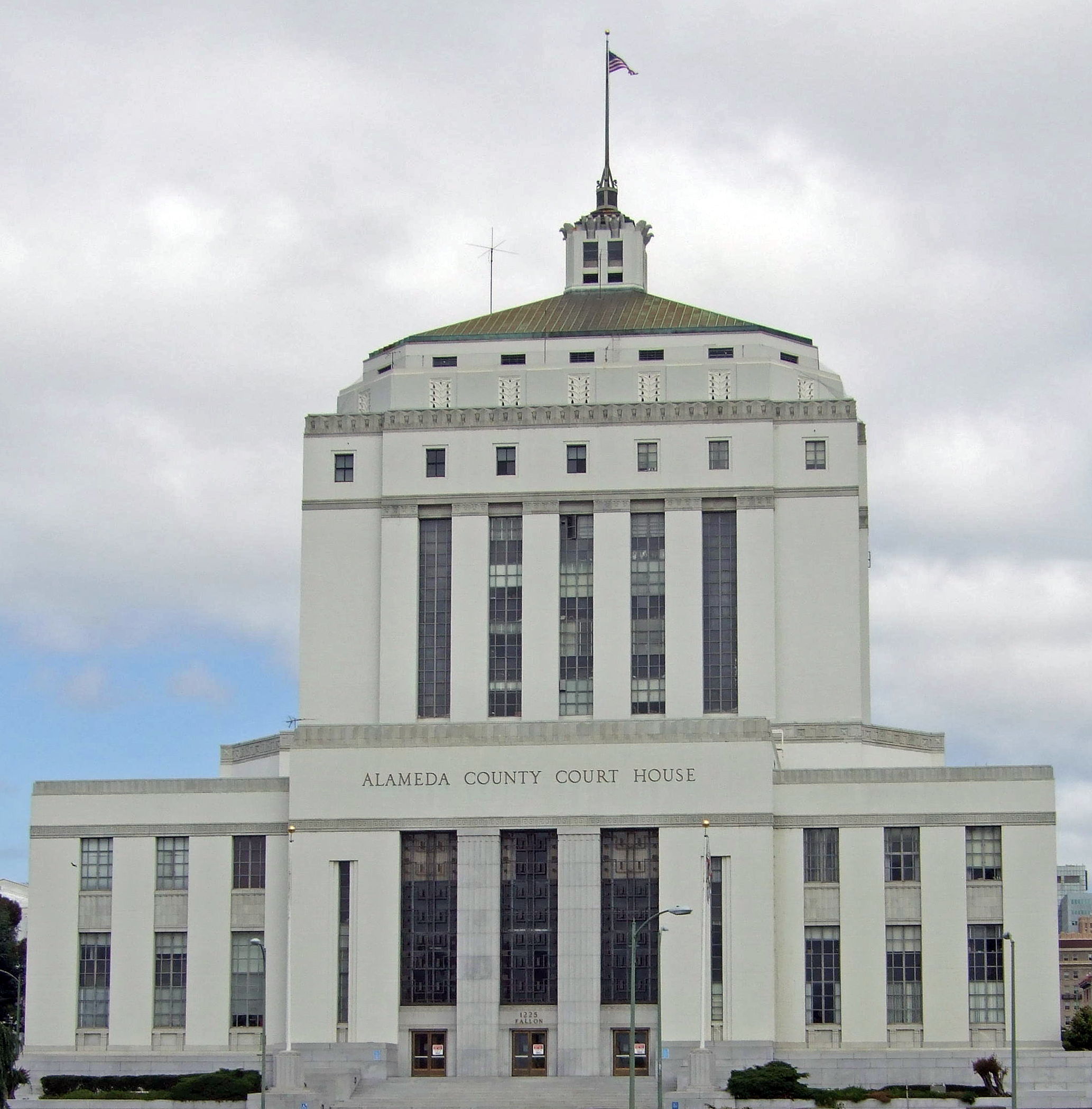
La Court House della contea di Alameda a Oakland

| Anno | Repubblicani  | Democratici   |
| ---- | ------------- | ------------- |
| 2004 | 23,3% 130.911 | 75,2% 422.585 |
| 2000 | 24,1% 119.279 | 69,4% 342.889 |
| 1996 | 23,1% 106.581 | 65,8% 303.903 |
| 1992 | 20,6% 109.292 | 63,0% 334.224 |
| 1988 | 34,0% 162.815 | 64,8% 310.283 |
| 1984 | 40,0% 192.408 | 58,7% 282.041 |
| 1980 | 38,0% 158.531 | 48,3% 201.720 |
| 1976 | 38,1% 155.280 | 57,9% 235.988 |
| 1972 | 42,8% 201.862 | 55,0% 259.254 |
| 1968 | 37,6% 153.285 | 53,9% 219.545 |
| 1964 | 33,5% 142.998 | 66,4% 283.833 |
| 1960 | 45,6% 183.354 | 54,0% 217.172 |

## Arte
Nella contea di Alameda hanno sede: l'Alameda County Arts Commission, commissione per l'arte e la cultura della contea; l'Alameda Civic Ballet (ACB), balletto ufficiale della contea; l'Alameda Ballet Academy, scuola ufficiale del balletto.

## Eventi
Ogni anno si svolge la fiera della contea a Pleasanton. La fiera dura 3 weekend da giugno a luglio, e include corse di cavalli, il carnevale e esibizioni di gruppi musicali.

## Infrastrutture e trasporti

### Principali strade ed autostrade
| - Interstate 80 (Eastshore Freeway) - Interstate 238 - Interstate 580 (MacArthur Freeway/Arthur Breed Freeway) - Interstate 680 (Sinclair Freeway) - Interstate 880 (Nimitz Freeway/Cypress Freeway) - Interstate 980 (John B. Williams Freeway) | - California State Route 13 (Warren Freeway/Ashby Avenue/Tunnel Road) - California State Route 24 (Grove Shafter Freeway) - California State Route 84 - California State Route 92 (Jackson Street) - California State Route 123 (San Pablo Avenue) - California State Route 238 (Mission Boulevard/Foothill Boulevard) |

## Comuni
Ci sono 14 city incorporate:
- Alameda
- Albany
- Berkeley
- Dublin
- Emeryville
- Fremont
- Hayward
- Livermore
- Newark
- Oakland
- Piedmont
- Pleasanton
- San Leandro
- Union City

Le comunità non incorporate sono: Ashland, Castlewood, Castro Valley, Cherryland, Fairview, Happey Valley, Hillcrest Knolls, Kilkare Woods, San Lorenzo e Sunol.

## Gemellaggi
La contea è gemellata con Taoyuan a Taiwan.